# 伊藤正之
伊藤 正之（いとう まさゆき、1958年6月1日 - ）は、日本の俳優。新潟県出身。アベベネクスト→Eaupure所属。
状況劇場、唐組出身。
真面目な風貌にユーモアあふれる台詞回しの役で活躍。

## 出演

### 舞台
- バッド・ニュース☆グッド・タイミング（2001年、作：三谷幸喜、演出：三谷幸喜）
- センター街（2005年、作：岩松了、演出：倉持裕）
- 12人の優しい日本人（2005-2006年、作：三谷幸喜、演出：三谷幸喜）
- 開放弦（2006年、作：倉持裕、演出：G2）
- みんな昔はリーだった〜EXIT from The DRAGON〜（2006-2007年、作：後藤ひろひと、演出：後藤ひろひと）
- 高砂事変（2007年、作：吉高寿男、演出：吉高寿男）
- ニッポン無責任新世代（2011年、作・演出：後藤ひろひと）
- 京の螢火 2017年11月3日 - 11月26日、明治座 - 医者　玄庵役[4]

### テレビドラマ

#### NHK
- 連続テレビ小説
  - てるてる家族（2003年） - 斉藤忠之
  - わろてんか（2018年） - 川西検閲官
- 笑う三人姉妹（2005年） - 徳永医師
- 刑事の現場（2008年） - 山岡修
- 七瀬ふたたび（2008年）
- 行列48時間（2009年） - 加茂川刑事
- 大河ドラマ
  - 平清盛（2012年） - 渡辺唱
  - 真田丸（2016年） - 石川数正
- 激流（2013年） - 相川警部補
- 未解決事件（2016年） - 山邊力
- おしい刑事（2019年） - 渡辺仁

#### 日本テレビ
- サイコメトラーEIJI（1999年） - ヤマガイ刑事
- 火曜サスペンス劇場
  - 「救命救急センター」（2000 - 2002年） - 仙波事務長
- 共犯者（2003年） - 山路俊夫
- 最後の弁護人（2003年） - 目撃者（夫）
- 野ブタ。をプロデュース（2005年） - 小谷滋
- 小さな運転士 最後の夢（2005年） - 国光康晴
- 59番目のプロポーズ（2006年） - 松本編集長
- マイ☆ボス マイ☆ヒーロー（2006年） - 榊真喜男（小学生時代）の担任
- セクシーボイスアンドロボ（2007年） - 田崎教授
- リセット（2009年） - 芹沢博
- アイシテル〜海容〜（2009年）
- 離婚シンドローム（2010年）
- 秘密諜報員 エリカ（2011年） - 遠藤武男
- 理想の息子（2012年） - 小林社長（浩司の父）
- ダンダリン 労働基準監督官（2013年） - 田端雅弘 役
- 戦力外捜査官（2014年） - 古河刑事 役
- 青春探偵ハルヤ〜大人の悪を許さない!〜 最終話（2015年） - 本間征四郎 役
- ヒガンバナ〜警視庁捜査七課〜（2016年） - 栗田康人 役
- 愛してたって、秘密はある。（2017年） - 椿木誠 役
- ドロ刑 -警視庁捜査三課-（2018年） - 鳥飼修 役
- 家売るオンナの逆襲（2019年） - 花田春男 役
- トップナイフ-天才脳外科医の条件- （2020年） - 桑原茂 役
- 私たちはどうかしている（2020年） ‐ 長谷健造 役
- 降り積もれ孤独な死よ（2024年） - 山崎管理官 役

#### TBS
- あきまへんで!（1998年） - 社長
- 永遠の1/2（2000年）
- ヨイショの男（2002年） - 井原大介
- ホームドラマ!（2004年）
- ママは女医さん（2004年） - 長谷川悟
- 弁護士のくず（2006年） - 田部井順二
- 華麗なる一族（2007年） - 田中松夫
- パパとムスメの7日間（2007年） - 植草喜一
- エジソンの母（2008年） - 野口昌平
- 恋空（2008年）
- RESCUE〜特別高度救助隊（2009年）
- 官僚たちの夏（2009年） - 森建夫
- ハンチョウ〜神南署安積班〜
  - シリーズ1（2009年） - 田宮刑事
  - シリーズ3（2010年） - 野崎弁護士
- ランナウェイ〜愛する君のために（2011年） - 西脇
- 恋愛ニート〜忘れた恋のはじめ方（2012年） - 小池店長
- 運命の人（2012年） - 児玉人事課長
- 白戸修の事件簿（2012年） - 緑川雄介
- MONSTERS（2012年） - 石塚（総支配人）
- あぽやん（2013年） - 小暮人事部長
- とんび（2013年） - 天ヶ﨑通運 瀬尾支店 後任の営業課長
- クロコーチ（2013年） - 龍井秀樹
- おやじの背中（2014年） - 伊達孝弘
- 最強のオヤコ（2016年） - 柴田刑事
- 集団左遷!!（2019年） - 栖原光男
- トリリオンゲーム（2023年） - 金子社長 役
- 月曜ミステリー劇場
  - 「十津川警部シリーズ」（2003年） - 今木健
  - 「自治会長・糸井緋芽子社宅の事件簿」（2003年） - 朝比奈靖之
  - 「ホステス探偵危機一髪5」（2003年） - 田辺弘之
  - 「おばさん会長・紫の犯罪清掃日記 ゴミは殺しを知っているシリーズ」（2004年） - 鈴木省吾
  - 「財務捜査官 雨宮瑠璃子」（2004年 - ） - 高橋清二
- 月曜ゴールデン
  - 「二重裁判」（2009年） - 検事
- 月曜名作劇場
  - 「みなと署落とし物係 秘密捜査官 危険な二人」（2017年） - 新山課長
  - 「鑑識捜査官 亀田乃武夫の臨場ファイル1」（2017年） - 増村光男
  - 「確証〜警視庁捜査三課」（2017年） - 須坂刑事
  - 「信濃のコロンボ5」（2017年） - 遠山幸一

#### フジテレビ
- ナオミ（1999年） - 嶋義彦
- アフリカの夜（1999年）
- ショムニ（2000年） - 中華屋台のオヤジ
- 合い言葉は勇気（2000年） - 玉塚裁判長
- 編集王（2000年） - 矢島プロデューサー
- カバチタレ!（2001年） - 自称アユミの夫・田口
- ロケット・ボーイ（2001年） - 村越
- ナースのお仕事4（2002年） - 坂井和弘
- ロング・ラブレター〜漂流教室〜（2002年） - 鶴見良夫
- ランチの女王（2002年） - 猪瀬プロデューサー
- 天体観測（2002年）
- 黒い十人の女（2002年）
- ダイヤモンドガール（2003年） - 小田切英一
- ビギナー（2003年） - 小寺弁護士
- 私海（2003年）
- 大奥（2004年） - 三条西実条
- 不機嫌なジーン（2005年） - 四谷雄哉
- ほんとにあった怖い話
  - 「霊を招く波長」（2005年） - 寺門ジモンの兄
  - 「悪夢の絵馬」（2016年） - 渋沢
- 奇跡の動物園〜旭山動物園物語〜（2006年） - メロンの客
- アテンションプリーズ（2007年） - 初フライトの客
- 東京タワー 〜オカンとボクと、時々、オトン〜 （2007年） - 有馬恭介
- SP 警視庁警備部警護課第四係（2007年） - 飯田秘書
- 今日は渋谷で6時（2008年） - 大木重三
- シバトラ（2008年）
- 33分探偵（2008年） - 鈴本茂
- セレブと貧乏太郎（2008年）
- トライアングル（2009年） - 森永運転手
- 誰かが嘘をついている（2009年） - 日比野検事
- わが家の歴史（2010年）
- GOLD（2010年） - 館川博
- 逃亡弁護士 成田誠（2010年） - 七瀬時雄
- BOSS（2011年） - 遠山信司
- 外交官 黒田康作（2011年） - 久保内洋二
- 鴨、京都へ行く。-老舗旅館の女将日記-（2013年）
- 鍵のかかった部屋SP（2014年） - 佐々木専務
- 松本清張スペシャル 時間の習俗（2014年） - 鈴木慎一（鑑識）
- ほっとけない魔女たち（2014年） - 横森敬一
- 探偵の探偵（2015年） - 土井修三
- リスクの神様（2015年） - 峰岸光仁
- HOPE〜期待ゼロの新入社員〜（2016年） - 武林悟史
- 夏樹静子サスペンス・光る崖（2016年） - 林秀一
- 限界団地（2018年） - 村瀬弘志
- トレース〜科捜研の男〜（2019年） - 藤田慎太郎
- ラジエーションハウス（2019年） - 田中医師
- まだ結婚できない男（2019年） - 木村敦志
- SUITS/スーツ Season2（2020年） ‐ 神崎社長
- おいハンサム!! 第7話（2022年2月19日、東海テレビ・フジテレビ） - 中華料理屋店主 役
- クロステイル　〜探偵教室〜（2022年）- 丸川喜三郎 役
- 世にも奇妙な物語
  - SMAPの特別編「オトナ受験」（2001年） - 古川勝
  - '01春の特別編「株式男」（2001年） - 神林課長
  - 〜2007秋の特別編〜「未来同窓会」（2007年） - 菊池英司
  - 〜2009春の特別編〜「ボランティア降臨」（2009年） - 木元良樹
  - '13春の特別編「AIRドクター」（2013年） - 高野
  - '18秋の特別編「幽霊社員」（2018年） - 西野幸三
- 金曜エンタテイメント
  - 「サラリーマン刑事3」（2000年） - 安田
  - 「美容エステ探偵2」（2001年） - 飯野茂男
  - 「ツインズな探偵3」（2003年） - 近田清吉
  - 「松本清張スペシャル・黒い樹海」（2005年） - 竹尾新助
- 金曜プレステージ
  - 「私立探偵・下澤唯1」（2011年） - 山村伸郎
  - 「十津川刑事の肖像6」（2012年） - 末永誠二
  - 「名探偵 神津恭介1」（2014年） - 久原諒一
- 風間公親-教場0- 第1話・第2話（2023年、フジテレビ） - 斎藤幸真 役
- わたしのお嫁くん（2023年） - 佐々木克典 役[5]
- 極限夫婦 第3章「北斗夫婦の場合」（2024年3月1日 - 22日、カンテレ）[6] - 北斗達也の父 役

#### テレビ朝日
- スウィートデビル（1998年） - 甲谷俊夫
- 富豪刑事（2005年） - 大槻厚夫
- 女刑事みずき〜京都洛西署物語〜
  - 2nd SEASON（2007年） - 石塚店長
  - スペシャル（2010年） - 池内泰造
- 天と地と（2008年） - 馬場信春
- 警視庁捜査一課9係（2008年） - 滝川晴雄
- 相棒の登場人物
  - Season7 第10話（2009年） - 中田一郎
  - Season19 第5話（2020年） ‐ 木田剛
- 刑事一代 平塚八兵衛の昭和事件史（2009年） - 捜査員
- その男、副署長（2009年） - 篠田刑事
- 警視庁失踪人捜査課（2010年） - ミラクル横井（横井晋作）
- おみやさん（2010年） - 清川登
- ホンボシ〜心理特捜事件簿〜（2011年） - 佐々本義男
- Dr.伊良部一郎（2011年）
- 遺留捜査
  - 第1シリーズ（2011年） - 富樫謙三
  - 第4シリーズ（2017年） - 森島直人
- 愛・命 〜新宿歌舞伎町駆け込み寺〜（2011年）
- 聖なる怪物たち（2012年） - 茂田尚
- 捜査地図の女（2012年） - 宗方満
- 松本清張「霧の旗」（2014年）
- DOCTORS〜最強の名医〜（2015年） - 久保功
- 刑事7人 第2シリーズ（2016年） - 森岡直樹
- 就活家族〜きっと、うまくいく〜（2017年） - 小島満夫
- トットちゃん!（2017年） - 吉川義雄
- 科捜研の女（2017年） - 吉倉学
- ハゲタカ （2018年） - 青山大輔
- 無用庵隠居修行2（2018年） - 田中平三郎
- ドクター彦次郎4（2019年） - 阿久津宏和
- やすらぎの刻〜道（2019年） - 甲田友介
- 特捜9 Season3（2020年） - 市村隆二
- 警部補ダイマジン（2023年） - 波多野陽介
- アイのない恋人たち（2024年、朝日放送） - 久米和義
- 土曜ワイド劇場
  - 「覗く女 実況中継された連続殺人!」（2002年）
  - 「松本清張没後10年記念・黒の奔流」（2002年）
  - 「女警察署長・美佐子」（2003年） - 北岡刑事
  - 「刑事の妻〜デカツマ〜」（2005年 - ） - 石原保
  - 「おかしな刑事」（2006年） - 福島陽介
  - 「変装捜査官・麻生ゆき」（2007年） - 小松孝
  - 「内田康夫サスペンス・福原警部2」（2010年） - 長谷川保
  - 「遺品の声を聴く男2」（2010年） - 澤田孝
  - 「事件14」（2010年） - 樋口教授
  - 「西村京太郎トラベルミステリー55」（2010年） - 山田車掌
  - 「アナザーフェイス〜刑事総務課・大友鉄〜2」（2013年） - 宇田真史
  - 「私は代行屋! 事件推理請負人4」（2015年） - 緒方哲男
  - 「叡古教授の事件簿」（2016年） - 氷川渉
  - 「終着駅の牛尾刑事VS事件記者・冴子16」（2017年） - 水谷刑事
- 日曜ワイド 「警視庁さがし物係」（2018年） - 大川稔

#### テレビ東京
- ロケットボーイズ（2006年） - 梶屋信蔵 役
- 幻十郎必殺剣（2008年） - 惣兵衛 役
- ケータイ捜査官7（2008年） - 猪野林寛治の父 役
- 春さらば（2009年） - 富山健一 役
- 湯けむりスナイパー（2009年） - 従業員・伊藤
- 命のバトン〜最高の人生の終わり方（2009年） - 前田哲也 役
- 明日をあきらめない…がれきの中の新聞社〜河北新報のいちばん長い日〜（2012年） - 佐藤純
- 三匹のおっさん2〜正義の味方、ふたたび!!〜（2015年） - 後藤敏和 役
- ナイトヒーロー NAOTO（2016年） - 吉澤正雄 役
- 巨悪は眠らせない 特捜検事の逆襲（2016年） - 戸部文良 役
- 刑事吉永誠一 ファイナル（2016年） - 水口邦男 役
- ウルトラマンオーブ（2016年） - 長嶺参謀長 役
- ハラスメントゲーム（2018年） - 青木順平 役
- 記憶捜査〜新宿東署事件ファイル〜 SP（2020年） - 蒔田雄三 役
- 警視庁強行犯係・樋口顕6（2020年） - 川野弘至 役
- 女と愛とミステリー
  - 「事件記者 浦上伸介2」（2002年） - 西田支店長 役
  - 「税関検査官・今井陽子 密輸ダイヤモンド殺人事件」（2003年） - 池晴夫 役
- 水曜ミステリー9
  - 「新米事件記者・三咲2」（2006年） - 浜名泰三 役
  - 「農家の嫁は弁護士!神谷純子のふるさと事件簿2」（2006年） - 石倉京三 役
  - 「事件記者 浦上伸介5」（2007年） - 笠原貢 役
  - 「松本清張没後20年特別企画 事故〜黒い画集〜」（2012年） - 高橋太郎 役
  - 「作家探偵・山村美紗2」（2012年） - 尾花勇夫 役
  - 「松本清張 強き蟻」（2014年） - 平川医師 役
  - 「警視庁強行犯 樋口顕1」（2015年） - 昭島忠雄 役
  - 「金沢のコロンボ2」（2015年） - 佐久間敦 役
- 月曜プレミア8
  - 「越境捜査」（2020年） - 田浦昇 役
  - 「十津川警部の事件簿」（2020年） - 川崎勉 役
- しろめし修行僧（2022年） - 北里えみりの父 役

#### WOWOW
- 京極夏彦 「怪」 第4話「福神ながし」（2000年）
- 震度0（2007年） - 滝川刑事
- 株価暴落（2014年）
- しんがり 山一證券 最後の12人（2015年） - 小橋寛治

### 映画
- 南の島に雪が降る（1995年） - 塩昌上等兵
- 罠（1996年）
- 夏時間の大人たち（1997年）
- KARAOKE（1999年）
- THE 有頂天ホテル（2006年） - 伊武副委員長
- HERO（2007年） - 川島雄三
- 釣りバカ日誌18 ハマちゃんスーさん瀬戸の約束（2007年） - 大野義人
- ジェネラル・ルージュの凱旋（2008年） - 野村勝弁護士
- 仮面ライダー×仮面ライダー オーズ&ダブル feat.スカル MOVIE大戦CORE（2010年） - フューチャーソフト社長
- Fukushima 50（2020年） - 首相補佐官
- 彼方の閃光（2023年）[7]

### CM
- サントリーBOSS7 クリントン編（1998年）
- 日本和装

### オリジナルビデオ
- ゼロワン Others 仮面ライダーバルカン&バルキリー（2021年） - 倖田和彦